# OSSA Explorer
L'OSSA Explorer fou un model de motocicleta de tipus trail fabricat per OSSA entre 1973 i 1978. Al llarg de la seva vida comercial se'n produïren dues versions amb les següents característiques generals: motor de dos temps monocilíndric refrigerat per aire (inicialment de 250 cc i després de 350 cc), bastidor de doble bressol, frens de tambor i amortidors de forquilla convencional davant i telescòpics darrere.
Derivada directament del cèlebre model de trial de la marca, la Mick Andrews Replica (MAR), l'Explorer seguia la tendència iniciada el 1971 per Bultaco amb l'Alpina, desenvolupant el mateix concepte de motocicleta a mig camí entre el trial i l'enduro (actualment conegut com a "trial-excursió"). Era, doncs, una moto còmoda, lleugera i fàcil de conduir, òptima per a fer-hi excursions pel camp i la muntanya sense desmerèixer d'un ús per carretera o ciutat.

## Repercussió
L'Explorer és una de les motos de fora d'asfalt més recordades de la dècada de 1970, època en què gaudí de gran acceptació gràcies a la demanda que hi havia aleshores d'aquesta mena de motocicletes: tant l'OSSA Explorer com la Bultaco Alpina o la Montesa Cota 247-T permetien aventurar-se per la muntanya amb plenes garanties, sol o amb passatger, i fer-ho sense els inconvenients de les motocicletes de trial estricte (més incòmodes, lentes i amb poca autonomia).
L'èxit d'aquest model fou reprès més de trenta anys després que es deixés de fabricar, quan el febrer de 2012 l'empresa gironina Ossa Factory llançà la nova Explorer, una moderna motocicleta amb la mateixa filosofia de l'original però amb tots els avenços teconològics actuals. A banda, la mateixa OSSA havia llançat el 1982 una mena d'Explorer actualitzada, la Tu-Yo, que partia de la TR 80 en comptes de la MAR.

## Versions

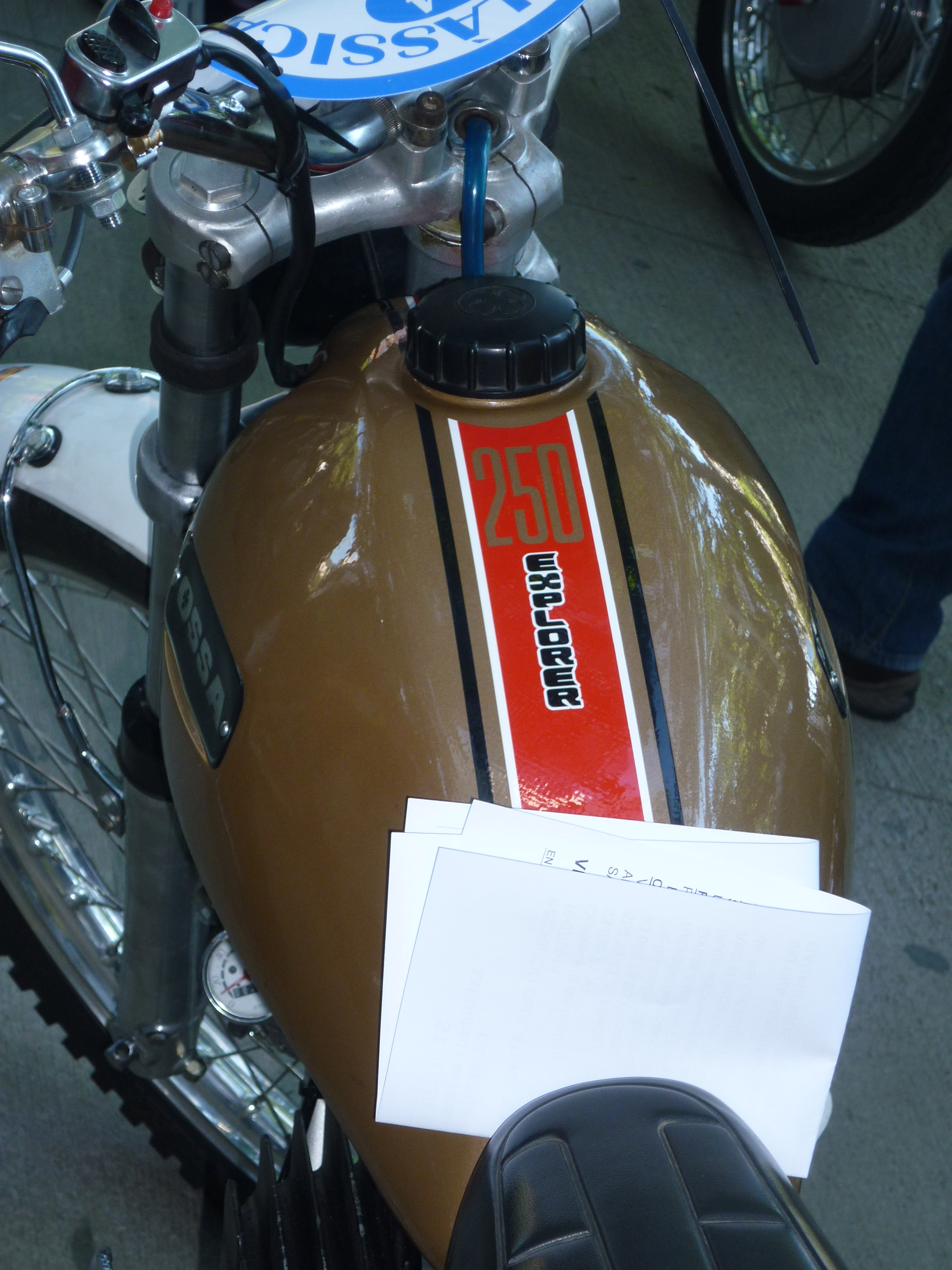
El dipòsit d'una Explorer 250 dels volts de 1973

### Llista de versions produïdes
| Versió       | Cilindrada | Id. Model | Anys        | Núm. Sèrie | Pintura dipòsit |
| ------------ | ---------- | --------- | ----------- | ---------- | --------------- |
| Explorer 250 | 244 cc     | B33       | 1973 - 1975 | B330001    | Bronze          |
| Explorer 350 | 310 cc     | B55       | 1976 - 1978 | B550001    | Vermell         |

### Explorer 250
Presentada al Saló de París de 1972, l'Explorer 250 es comercialitzà l'estiu de 1973 i es mantingué en producció fins que el 1976 se substituí pel nou model de 350 cc. Era una moto gairebé idèntica a la Mick Andrews Replica, de la qual se'n diferenciava pràcticament només per l'acabat estètic (anava pintada de color bronze), un dipòsit amb més capacitat i un selló més gran i còmode. També la roda anterior era més gran (concretament, de 3 x 21 en comptes dels clàssics 2,75 x 21) i el pinyó de la cadena tenia dos dents més, per a millorar lleugerament la velocitat.
Fitxa tècnica
| OSSA Explorer 250 | OSSA Explorer 250     | OSSA Explorer 250 |
| --- | --------------------- | ----------------- |
| Id. Model | B33                   |                   |
| Núm. Sèrie | B330001               |                   |
| Anys | 1973 - 1975           |                   |
| CC | 244                   |                   |
| Diàmetre x Carrera | 72 x 60 mm            |                   |
| Compressió | 9:1                   |                   |
| CV | 18                    |                   |
| Carburador | Amal 27 mm            |                   |
| Canvi | 5 velocitats          |                   |
| Suspensió davant | Forquilla telescòpica |                   |
| Suspensió darrera | Amortidors hidràulics |                   |
| Pneumàtic davant | 3,00 x 21             |                   |
| Pneumàtic darrera | 4,00 x 18             |                   |
| Frens davant | Tambor 122 x 22 mm    |                   |
| Frens darrera | Tambor 122 x 22 mm    |                   |
| Pes en sec | 88 Kg                 |                   |
| Capacitat dipòsit | 9 litres              |                   |
| Pintura dipòsit | Bronze                |                   |
| \| • Altres \| \| ------------------------------------------------------------------------------------------------------------------------------------------- \| \| - Encesa: Volant magnètic Motoplat - Distància entre eixos: 1.290 mm - Distància mínima sobre el terra: 250 mm - Velocitat màxima: 120 km/h \| |                       |                   |
| • Altres |                       |                   |
| - Encesa: Volant magnètic Motoplat - Distància entre eixos: 1.290 mm - Distància mínima sobre el terra: 250 mm - Velocitat màxima: 120 km/h |                       |                   |

### Explorer 350
Tal com passava amb la versió anterior, la 350 era una moto gairebé idèntica a la MAR 350 de 1975, en aquest cas canviant a més l'anterior color bronze pel vermell.
Fitxa tècnica
| OSSA Explorer 350  | OSSA Explorer 350     |
| ------------------ | --------------------- |
| Id. Model          | B55                   |
| Núm. Sèrie         | B550001               |
| Anys               | 1976 - 1978           |
| CC                 | 310                   |
| Diàmetre x Carrera | 77 x 65 mm            |
| Compressió         | 9:1                   |
| CV                 | ?                     |
| Carburador         | Amal 28 mm            |
| Canvi              | 5 velocitats          |
| Suspensió davant   | Forquilla telescòpica |
| Suspensió darrera  | Amortidors hidràulics |
| Pneumàtic davant   | 3,00 x 21             |
| Pneumàtic darrera  | 4,00 x 18             |
| Frens davant       | Tambor 122 mm         |
| Frens darrera      | Tambor 122 mm         |
| Pes en sec         | 88,5 Kg               |
| Capacitat dipòsit  | 9 litres              |
| Pintura dipòsit    | Vermell               |